# Hjältens kärleksintresse
| Hjältens kärleksintresse |
| --- |
| I filmserien Lightning Bryce är kvinnans roll att vara kärleksintresse. - Betydelse – trop där en rollfigurs (oftast en kvinna) främsta funktion är som ett romantiskt bihang till huvudpersonen - Typiska drag – kvinnan är vacker eller på annat sätt åtråvärd; hon saknar egen drivkraft - Bakgrund – antika berättelser |

Hjältens kärleksintresse är ett återkommande berättargrepp (en trop), där en rollfigurs främsta funktion i berättelsen är att förse den manlige (i ytterst få fall även kvinnliga) protagonisten med en känslomässig anknytning, ofta istället för egna mål och ibland med begränsade övriga egenskaper. Tropen finns i flera varianter, med olika grad av självständighet, personliga egenskaper och funktioner i berättelsen. Som sådan är tropen en typisk biroll, som vanligen får lägre listning i rollistor. I berättelser där den romantiska berättelsen ligger i fokus har däremot de bägge älskande ofta ansetts vara av samma vikt.
Genom historien har tropen om hjältens kärleksintresse utvecklats, framför allt vad gäller publikens krav på att den kvinnliga rollfiguren ska vara mer självständig och ha egna mål inuti berättelsen, utöver kärlekshistorien. Tropen involverar ofta ett mått av konflikt mellan huvudpersonen och kärleksintresset, men omfattar inte nödvändigtvis att den manlige huvudpersonen "får" kvinnan som belöning efter att ha räddat henne, beroende på berättelsens genre, men det är den mest vanliga avslutningen. För att rollen ska bedömas vara ett passande mål för huvudpersonen räcker normalt sett inte utseendemässig skönhet, utan det krävs även personliga egenskaper som passar ihop med huvudpersonens, och som får publiken att känna samma känslor som huvudpersonen.
Hjältens kärleksintresse finns i flera varianter: den jordnära men söta, den rebelliska prinsessan som möjligen redan är upptagen, den stabiliserande kraften som får hjälten att tänka igenom sitt liv, barndomsvännen som publiken förstår har tidigare hört ihop med hjälten, kvinnan som orsakar problem, antingen medvetet eller omedvetet, samt den normala rollfiguren med egna mål och egenskaper.

## Historia

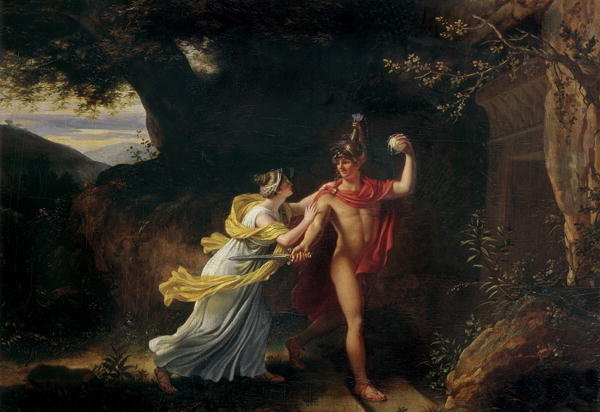
Ariadne och Theseus. Målning av Jean Baptiste Regnault.

### Från antiken till medeltiden
Tropen har sin grund i antika berättelser, såsom myten om Ariadne som hjälper Theseus att döda Minotauren, efter att ha förälskat sig i honom. Huvudpersonen Theseus ger sig dock iväg efter att ha fått hjälp att besegra Minotauren. En av de tidigaste grekiska romanerna, Efesiaka (100-talet e.Kr.), av Xenofon från Efesos, handlar om de olika äventyr som det unga kärleksparet Anthia och Habrokomes upplever: pirater, slaveri, skeppsbrott och självmord. Anthia är dock en kraftfull ung kvinna och bidrar till flera delar av intrigen.
I Tusen och en natt (ihopsamlad mellan 800-talet och 1200-talet med tillägg fram till 1700-talet) finns flera berättelser där de kvinnliga rollfigurernas lott mestadels är att agera romantiskt intresse för huvudpersonen. Aladdin (som lades till under 1700-talet, men vars ursprung troligen är kinesiskt) är en av de mer kända, där den fattige ynglingen Aladdin med hjälp av en ande i en magisk lampa blir rik och gifter sig med prinsessan Badroulbadour. Prinsessan blir lurad av en trollkarl, men med hjälp av en svagare ande lyckas de till slut återfå lampan och leva lyckliga.

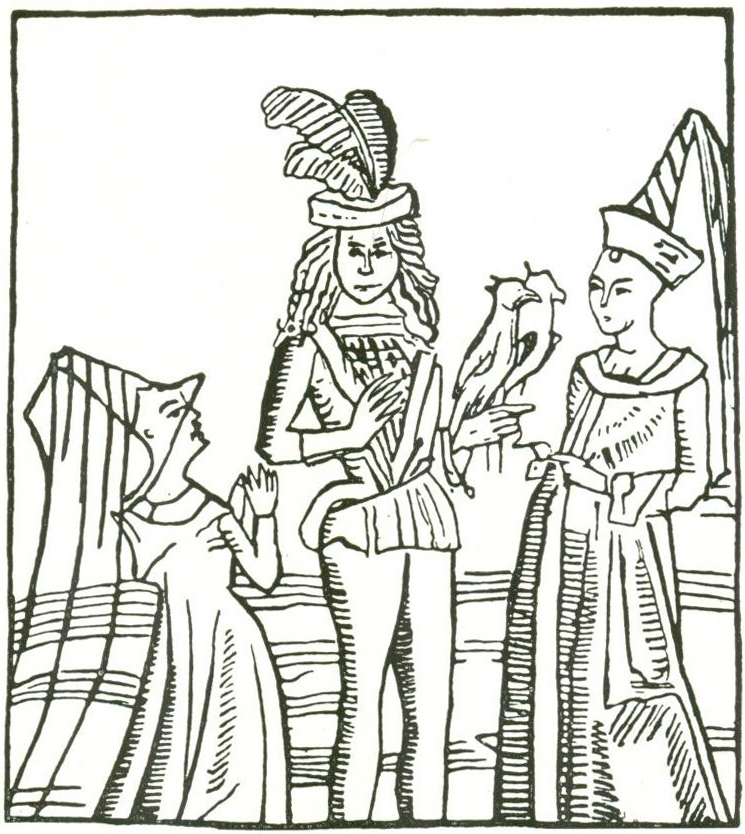
Titel-illustration till en dansk upplaga av Flores och Blanzeflor (1504).

Högmedeltida texter fokuserade ofta på den så kallade riddarromanen, med höviska motiv, där kringridande riddare räddar damer i nöd, men också dyrkar adelsdamer på avstånd. Ett av de mer spridda namnen i denna ådra är Arthurlegenden, med flera olika exempel: Lancelot som bedrar kung Artur med drottning Guenever eller Percevals älskade Blanchefleur. Några av de första höviska kärleksberättelserna skrevs av Chrétien de Troyes (1100-talet), särskilt i Lancelot, le Chevalier de la Charrette, som var en av de allra första att beskriva de psykologiska effekterna av kärlek. Bland de mer populära kärleksberättelserna finns Flores och Blanzeflor, om ett par som växer upp tillsammans, men skiljs åt för att inte bli kära, och Flores tvingas genomgå flera äventyr för att till slut återförenas med sin älskade. Flores och Blanzeflor har spridits vitt och det finns därför en variant i de svenska Eufemiavisorna (från 1300-talet). En variation på temat är Tristan och Isolde, där en riddare som ska föra en dam till hennes blivande man tillsammans råkar dricka ett kärlekselixir, något som leder till en enlevering.

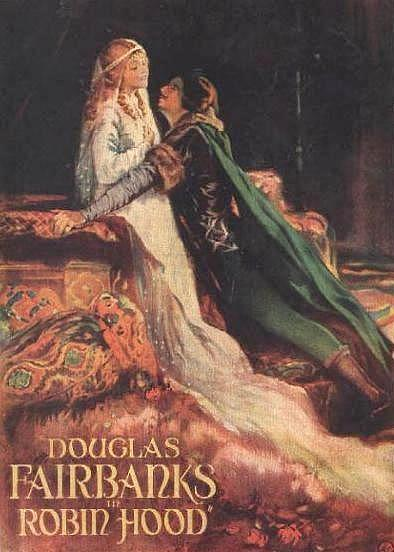
Filmaffisch från Robin Hood-film från 1922 Douglas Fairbanks i titelrollen och Enid Bennett som Marian (sic).

Under 1500-talet kom de första nerskrivna versionerna av den i sig mycket tidigare Robin Hood-legenden där Marion paras ihop romantiskt med Robin Hood. Hon tros från början vara en rollfigur från det tidiga May Day-firandet. (En tidigare version, från 1200-talet, finns i Adam de la Halles Le Jeu de Robin et Marion, men den Robin som omnämns där är en riddare och har inte med Robin Hood att göra.) Då förvandlades också hennes tidigare yrke, fåraherden, till adelsdam. Flera olika versioner finns, men generellt sett vägrar hon att gifta sig med Robin förrän hans stråtrövarband blivit benådade.

### Från renässans till 1800-tal
Ett av de mest spridda verken under renässansen var det fantasirika Den rasande Roland (1516) av Ludovico Ariosto. Boken var en fortsättning på Matteo Maria Boiardos versepos Den förälskade Roland (1483–1495), där delar av handlingen kretsar kring hur riddaren Roland och flera andra blivit förälskade i kungen av Cathays dotter, Angelika, som kommer till Karl den stores hov, och hur riddarna strider om hennes hand. Roland, Angelika och de andra drabbas av allehanda äventyr, från vansinnesdrycker till hippogriffer, medan deras känslor för varandra förvandlas både på grund av kärleksdrycker och hovfamiljers sedvänjor. När Angelika blir kär i en annan man, tappar Roland vettet och går bärsärk genom Europa och Afrika, och får inte tillbaka det förrän en vän hämtar Rolands vett på månen, varpå han också slutar att vara förälskad i Angelika. Stora delar av intrigen beror på just Angelikas agerande: hon blir kär i andra, hon blir fasttagen och behöver räddas, och hon får en osynlighetsring. Berättelsens poäng är bland annat att kärlek är en slags galenskap. Den rasande Roland fick många efterföljare och har inspirerat bland annat Som ni behagar av William Shakespeare, Don Juan av Lord Byron och Orlando av Virginia Woolf.

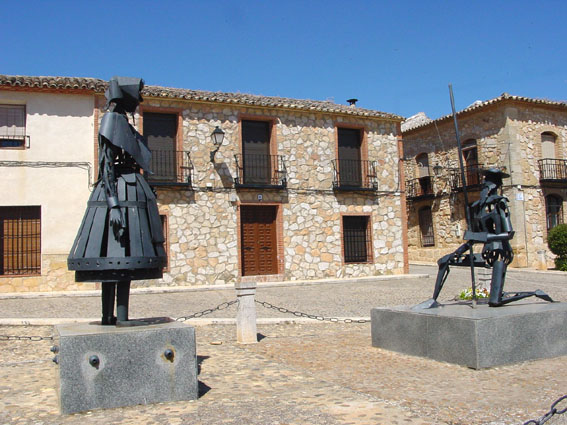
Staty av Dulcinea, till vänster, som beundras av Don Quijote, i Castile-La Mancha i Spanien.

1605 kom den första delen av pikareskromanen Don Quijote av Miguel de Cervantes Saavedra. Romanens huvudperson, Alonso Quijano, som förläst sig på riddarromaner, ger sig ut i världen för att söka äventyr. För att hitta motivering använder han grannflickan Aldonza Lorenzo som han döper om till Dulcinea av Toloso. Dulcinea förekommer aldrig som egen person i berättelsen (men grannflickan gör det) utan är en produkt av huvudpersonens fantasi, och fungerar mer som motiverande faktor än som en person att interagera med. Vissa har läst Dulcinea som en representation av Spanien, medan andra ser henne som Don Quijotes idealkvinna.
En av de första brittiska romanerna är Henry Fieldings omfattande pikaresk- och bildningsroman Tom Jones (1749), vars huvudsakliga relation är mellan oäktingen Tom Jones, som har gott humör och stora personliga brister, och Sophia Western, som är moralisk och god. Efter flera äventyr lyckas Jones övervinna det stora problemet med att han är en oäkting och få sin Sophia. Fieldings verk inspirerade bland andra Charles Dickens och William Thackeray.

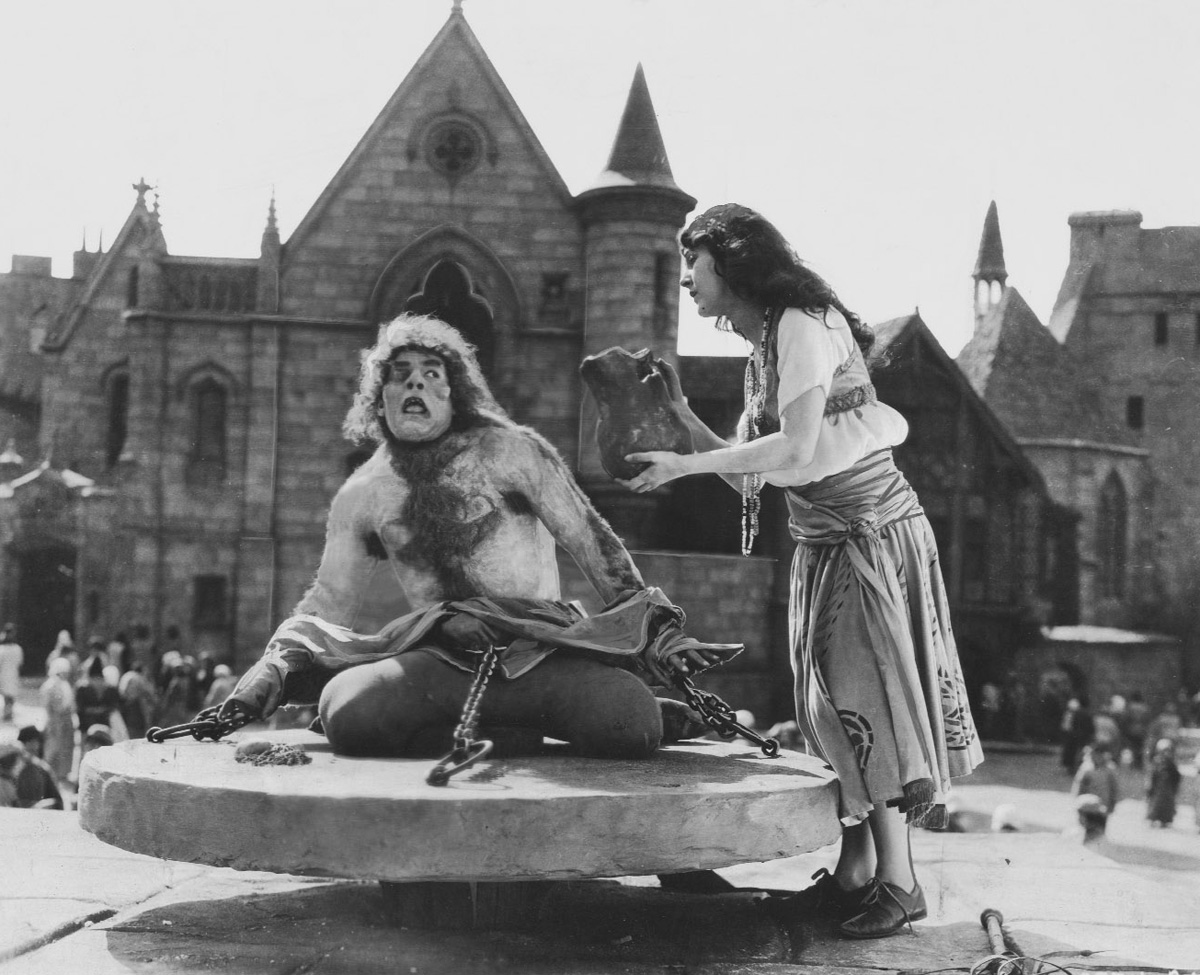
Esmeralda, från Ringaren i Notre Dame, hjälper den oattraktive ringaren, Quasimodo. Här är huvudpersonerna spelade av Lon Chaney och Patsy Ruth Miller i filmatiseringen från 1923.

Under 1800-talet skrev Sir Walter Scott om The Lady of the Lake (1810), där tre män strider om Ellen Douglas kärlek. I Scotts övriga historiska författarskap är det ofta två kvinnliga rollfigurer: en blondin och en brunett, där den ljusa är den godare men mer passiva, medan de mörkhåriga är mindre känslomässigt begränsade, enligt Shakespeariskt mått.
1831 kom Victor Hugos skräckromantiska äventyrsroman, Ringaren i Notre Dame, som utspelar sig på 1400-talet, där den missbildade Quasimodo blir förälskad i den unga Esmeralda och därmed går ifrån sitt vanliga liv av ömsesidigt förakt för mänskligheten. Flera av de övriga rollfigurerna, inklusive den konservative ärkediakonen Claude Frollo och vaktkaptenen Phoebus/Febus, samt poeten Gringoire. Berättelsen kompliceras av att Esmeralda blir tillfångatagen och flera försöker rädda henne. Romanen har ett tragiskt slut i att Quasimodo missuppfattar det romska sällskap som försöker rädda Esmeralda för att försöka anfalla henne och därför kör bort dem, och därför överlämnar henne till kungens män som är de som verkligen är ute efter Esmeralda och som sedan hänger henne. I olika adaptationer av berättelsen får slutet ofta en mer positiv vändning, såsom att Esmeralda överlever men gifter sig med poeten Gringoire. Berättelsen innehåller flera vändningar som bygger på att rollfigurer blir intresserade av Esmeralda romantiskt. 
I mitten av 1800 utvecklades den romangenre som på franska kom att kallas la cape et l'épée (mantel och svärd) och som på engelska fick namnet swashbuckler (från 'swash', 'att gå stöddigt med draget svärd' och 'buckler', 'en liten sköld'). En av de tidiga författarna här var fransmannen Pierre Alexis de Ponson du Terrail (även om föregångare funnits redan under 1600-talet), vars rollfigur Rocambole ibland kallas den första moderna litterära superhjälten, med starka drag av antihjälte, och han kom följas framför allt på teater och film, i början på 1900-talet, se nedan.[källa behövs]
En av de mer inflytelserika fäktningsromanerna var Alexandre Dumas De tre musketörerna från 1844. Den unge d'Artagnan, som tidigt i berättelsen möter de övriga hvudpersonerna, Porthos, Logos och Aramis i strid, blir också kär i såväl frun till hans hyresvärd (Constance Bonacieux) som spionen Lady de Winter, och intrigerna dem emellan bildar en stor del av romanens vändningar.
I och med utgivningen av Anthony Hopes äventyrsroman Fången på Zenda (1894) påbörjades uppgången för vad som ibland kallas för den ruritanska romantiska berättelsen, efter landet Ruritanien där flera av huvudpersonerna bor. Den ruritanska romantiska berättelsen kretsar ofta kring förvecklingar i hovet i ett påhittat östeuropeiskt land. I Fången på Zenda finns exempelvis prinsessan Flavia som är trolovad med kungen men som blir förälskad i hans dubbelgångare men ändå lojalt stannar med kungen, samt kungens älskarinna, Antoinette de Mauban, som intrigerar med kungens bror. Några av genrens kännetecken är teman såsom ära, lojalitet och kärlek, samt återförandet av makten till rätt personer efter en periods hot om diktatur eller maktövertagande. Här (liksom i Shakespeares verk) är kvinnornas hårfärg ofta ett synligt tecken på deras lojalitet.

### 1900-talets litteratur

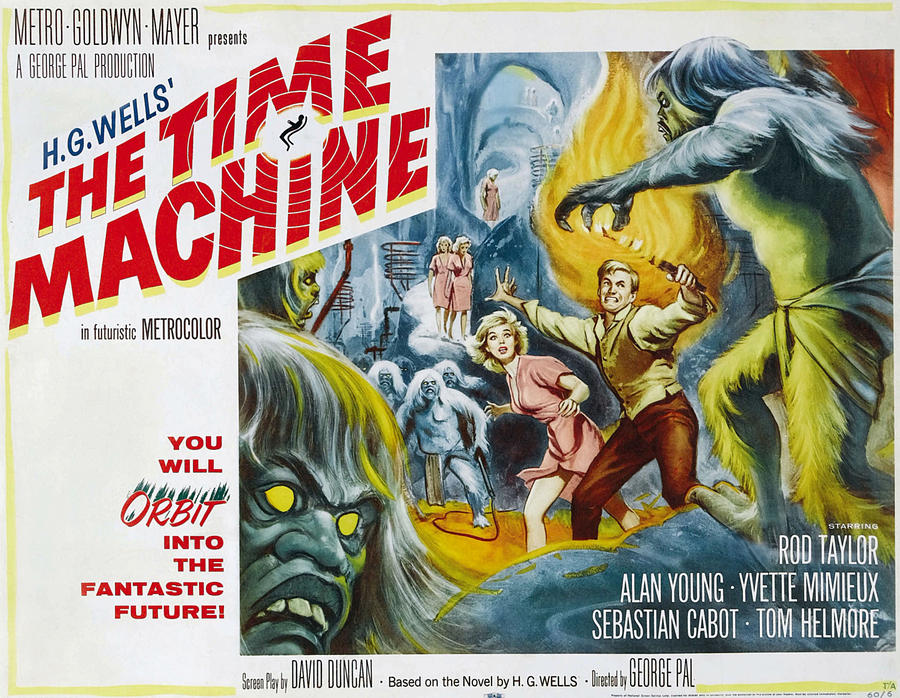
Filmaffisch till Tidsmaskinen (1960).

Strax innan 1900-talets början, 1895, kom H.G. Wells kortroman Tidmaskinen. Romanen skulle bli mycket inflytelserik på den ganska nya science fiction-genren, och bli en grund för den stora mängden berättelser om tidsresor. Huvudpersonen, som enbart kallas Tidsresenären, reser till år 802 701, där han träffar på den fredliga rasen Eloi, som förföljs och äts av Morlockerna. Tidsresenären räddar en kvinnlig Eloi, Weena, med planen att ta med henne hem. Istället förlorar han henne i en kamp med Morlockerna, innan han ger sig av till sin egen tid. När han kommer hem och försöker bevisa vad han varit med om visar det sig att Weena smugglat ner två blommor i hans ficka. Senare berättelser av andra författare, inklusive vissa filmer och TV-serier, har låtit Weena överleva eller till och med bli gravid med Tidsresenären.
1925 publicerades F. Scott Fitzgeralds roman Den store Gatsby, vars huvudperson Nick upptäcker att hans tidigare krigskamrat Jay Gatsby som blivit rik skaffat ett hus för att imponera på sin ungdomskärlek Daisy Buchanan, något som orsakar både otrohet och tragedi.

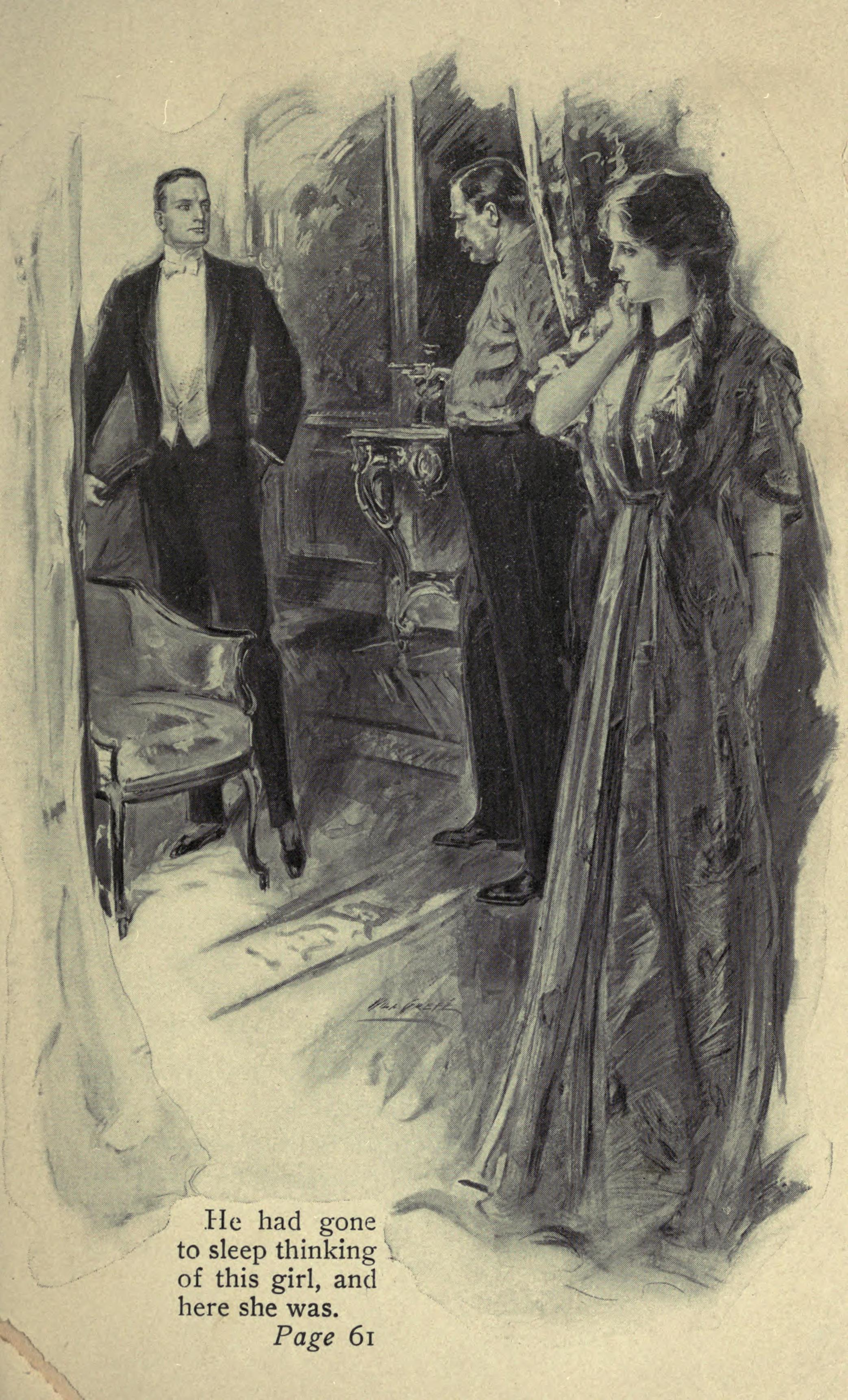
I P.G. Wodehouses roman Den okända som han älskade stöter huvudpersonen Jimmy på en ung kvinna på en båt, och senare möts de igen, vilket sätter igång en kedja intriger, som slutar med att paret gifter sig.

P.G. Wodehouses böcker, framför allt dem om Jeeves och Wooster respektive om Psmith, innehåller gott om intriger som går ut på att vinna sin älskade genom olika intriger. Wodehouse anklagas ibland för att skildra kvinnliga rollfigurer ytligt och kvinnor som hinder för mäns lycka, är det svårt att säga att några av Wodehouse rollfigurer är särskilt djupt tecknade. Dessutom kan ibland Wooster ses som en ersättning för de kvinnor Jeeves bara kortvarigt är intresserad av, en form av samkönat umgänge som speglas i relationen mellan Holmes och Watson. Flera av Wodehouse övriga rollfigurer följer samma mönster, där kvinnorna existerar som ett kärleksintresse att vinna eller riskera att förlora. Dock är relationen aldrig sexuell.

### Populärlitteratur
Under 1900-talet blev billiga utgåvor och pocketutgivning nyckeln till en ökad försäljning. Under första och andra världskriget sammanföll det med en minskad tillgång på papper, något som nödvändiggjorde användningen av billigare, grövre papper. Inom amerikansk litteratur ledde det till flera bokserier med lägre ambitioner, för snabb konsumtion, så kallad "pulp fiction". Motsvarande begrepp på svenska blev kiosklitteratur, men även termen skräplitteratur användes för att särskilja den från seriös litteratur. Ett exempel på utvecklingen av genren och synen på densamma är detektiven Nick Carter, som gjorde sin debut redan 1886, då som mästerdetektiv i stil med Sherlock Holmes. Under 1940-talet förvandlades han till hårdkokt detektiv och under 1960-talet när James Bond-febern stod som högst (se nedan) förvandlades han åter, denna gång till hemlig agent. I 261 romaner som i USA utkom mellan februari 1964 och maj 1990, for han Jorden runt och räddade den fria världen från kommunister och psykopater, samtidigt som han passade på att lägra en handfull fala damer i varje bok. Kombinationen sex och våld var som störst under 1970-talets produktion. Under många år hade kiosklitteraturen egna bokförlag, egna författare, och egna genrer. Detta ledde till en hätsk debatt om kiosklitteratur under 1930- och 1940-talet. I Sverige blev exempelvis kiosklitteraturen föremål för studier som del av 1968 års litteraturutredning (SOU 1972:80).
I kölvattnet av Rocambole blev några av de mest populära rollfigurerna antihjältarna A.J. Raffles, Arsène Lupin, och Fantômas. Den sistnämnde (1911–1963) hade en återkommande kärlekshistoria med Lady Maud Beltham, som är gift med en annan, och som känner både avsky för Fantômas brott och kärlek för hans person.
Mellan 1928 och 1963 kom Leslie Charteris serie romaner, kortromaner och noveller om Simon Templar (alias Helgonet), som också hade inspirerats av Rocambole och Raffles. Templar var i regel fri att förföra de kvinnor som kom i hans väg, men under ett antal böcker (19-1948) hade Templar också ett framväxande längre förhållande med den kvinnliga äventyraren Patricia Holm, som han i slutet bodde tillsammans med (utan att vara gifta, vilket var ovanligt, och på vissa platser olagligt) och funderade på att gifta sig med.
| ”                  | "Hon var en del av hans liv, den mest långlivade nyckeln till hans lycka, oföränderlig såsom stjärnorna" | „ |
| – Leslie Charteris | |   |

Holm skrevs senare ut ur serien, i samband med att Helgonet övergick till att handla om världen efter andra världskriget. Holm har figurerat i flera av de filmatiseringar, radioserier och TV-serier som gjorts om Helgonet, men även Helgonets övriga kärleksförbindelser har förts över till andra media.

### Tidig äventyrsfilm och Hitchcock

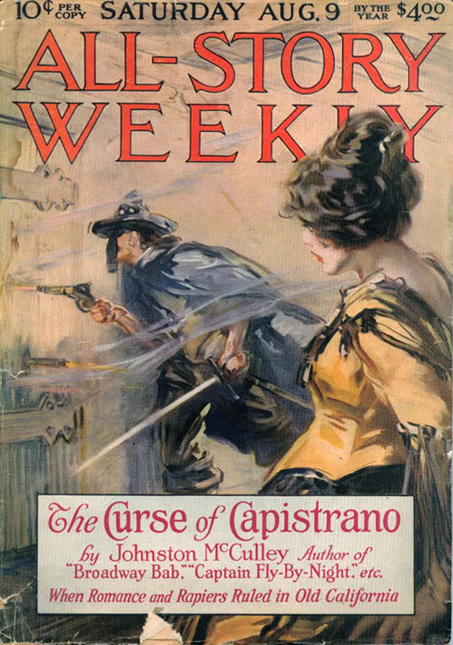
Omslaget till The Curse of Capistrano (1919) av Johnston McCulley, där Zorro gjorde sin debut, tillsammans med hans kärleksintresse Lolita Pulido.

I början på 1900-talet kom flera filmer baserade på existerande verk. 1919 kom pjäsen The Curse of Capistrano av Johnston McCulley, som inspirerade till stumfilmen Zorros märke (1920, nya versioner 1940 och 1974), där huvudpersonen Don Diego (Douglas Fairbanks, Sr.) misslyckas att förföra Lolita Pulido (Marguerite De La Motte) som sig själv, men som under sitt alias, den tjusige äventyraren Zorro, får hennes intresse. Samtidigt har kvinnan andra beundrare. Samma sorts kärlekstriangel har även använts i exempelvis Stålmannen, där Lois Lanes känslor för Stålmannen och hans alias Clark Kent är diametralt åtskilda. 1923 kom stumfilmen Scaramouche, baserad på romanen med samma namn av Rafael Sabatini (ny filmversion 1952). Filmen kretsar kring en annan kärlekstriangel, mellan hämnaren André-Louis Moreau (Ramon Novarro) och Aline de Kercadiou (Alice Terry) respektive Climène (Edith Allen), med olika förvecklingar. 1934 kom filmen Röda nejlikan med Leslie Howard i rollen som den töntige Sir Percy Blakeney och den modige Röda nejlikan och Merle Oberon som hans hustru Lady Blakeney, som hamnar i dilemmat kring att avslöja Röda nejlikan eller rädda hans hemlighet. Även den har filmats flera gånger, ofta med fäktning som en viktig del av intrigen.
Piratvärlden kom att bli en återkommande miljö för actionfilmer från 1920-talet, med sådana titlar som Kapten Blod (1935), Slaghöken (1940), The Black Swan (1942), The Spanish Main (1945) och Röde piraten (1952). Filmerna marknadsfördes ofta med huvudrollsskådespelare som Errol Flynn, Douglas Fairbanks och Tyrone Power, men skådespelerskor som Maureen O'Hara, Brenda Marshall och Olivia de Havilland hade framstående roller, just som kärleksintressen för respektive huvudperson.

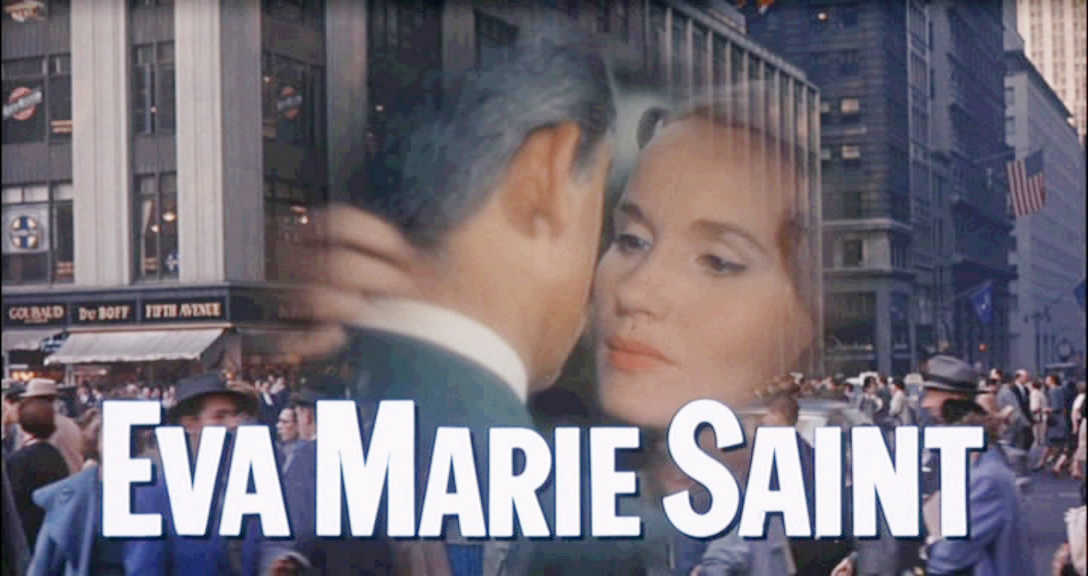
Eva Marie Saint i I sista minuten (1959).

Under 1930-talet trädde Alfred Hitchcock fram som en av de främsta filmregissörerna, med framför allt thrillern som genre, och blev en av dem som gjorde den genren mer rumsren. De 39 stegen (roman av John Buchan, 1915, filmad i svartvitt 1935 och i färg av Ralph Thomas 1959), Spioner i hälarna (1936), Ung och oskyldig (1937), Rebecca (1940), Utrikeskorrespondenten (1940), Sabotör (1942), Notorious! (1946), Fönstret åt gården (1954) och Studie i brott (1958) är några av Hitchcocks filmer som kretsar kring manliga huvudpersoner som blir kära i sina kvinnliga motparter, med olika förvecklingar. Ett av Hitchcocks främsta exempel är I sista minuten (1959), där huvudpersonen, spelad av Cary Grant, träffar den mystiska Eve Kendall (spelad av Eva Marie Saint). En stor del av intrigen kretsar kring deras romans. Men även andra kvinnor i filmen attraheras av Grants rollfigur, inklusive en sjuksköterska.

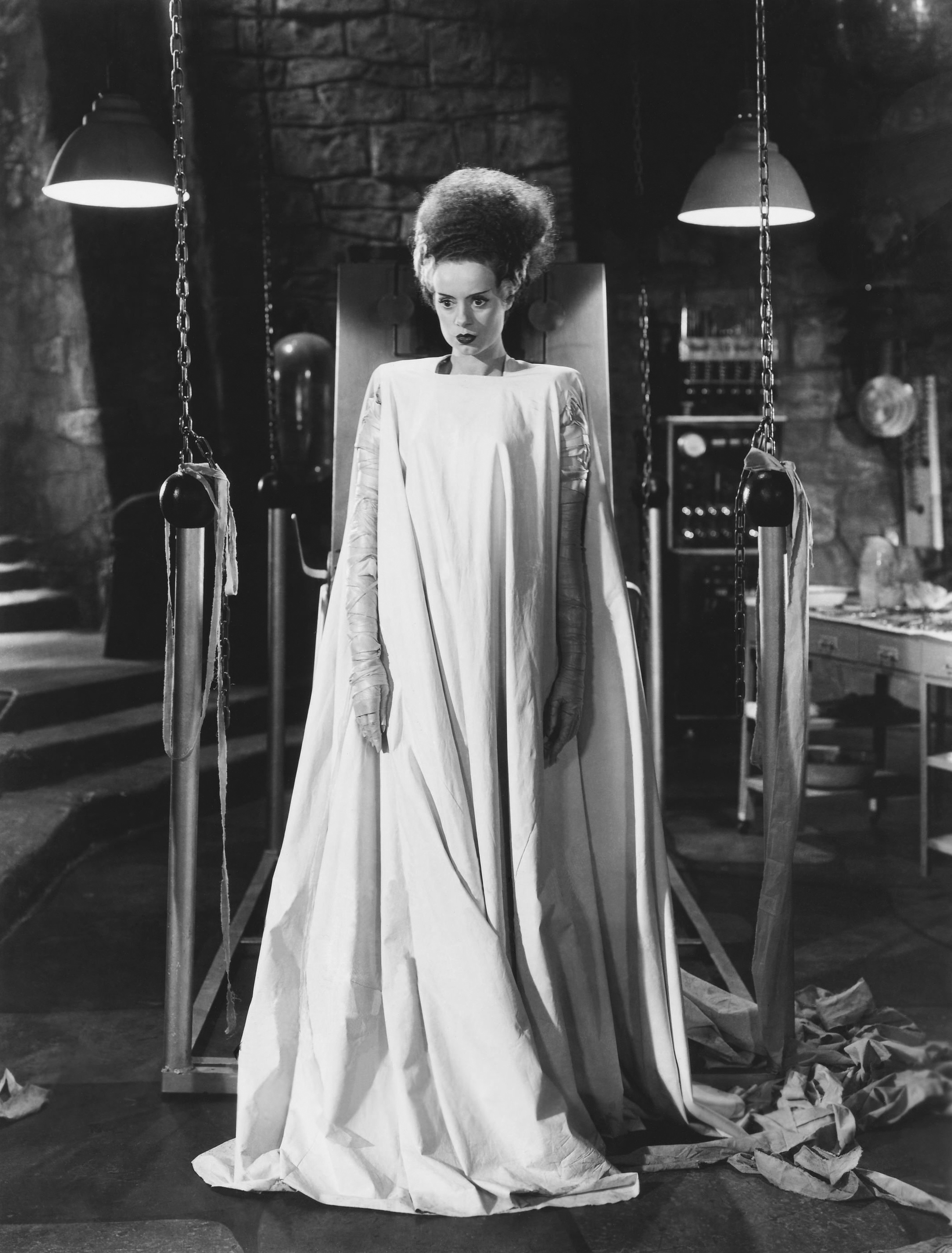
Frankensteins brud

Även den satsning som gjordes under 1930-talet på skräck- och rysarfilmer, med det relativt nya mediet ljudfilm som stora lockelse, av exempelvis produktionsbolaget Universal, innehåller flera versioner där kvinnorna framför allt ses som romantiska bihang till hjälten (eller antihjälten). En av de mer kända rollerna är filmen Frankensteins brud från 1935, där Elsa Lanchester spelar det monster som skapas för att Frankensteins monster ska få en maka. Filmen bedöms som en av de främsta uppföljarna, och bruden som rollfigur anses fortfarande vara lyckad, bland annat för att den gör monstret i originalfilmen än mer missförstådd.
1963 gjordes en flerfaldigt Oscarsbelönad filmversion av Henry Fieldings roman om Tom Jones, under samma namn, med Albert Finney i titelrollen och Susanna York som Sophia Western.

### James Bond
Några av de mest kända kvinnliga rollfigurerna inom actiongenren är de så kallade Bondbrudarna, vilket syftar på de kvinnor som hemlige agenten James Bond har romantiska historier med. Figuren James Bond skapades 1953 av britten Ian Fleming, som fram till sin död 1964 skrev 12 romaner och 2 novellsamlingar om Bond. Fleming baserade bland annat de rollfigurerna på sin flickvän Muriel "Mu" Wright, som han träffade 1935 och som var en av Englands främsta polospelare. Hon var rik nog att inte behöva arbeta, men arbetade ändå som simklädesmodell. När hon dog i en flygräd 1944 kommenterade Fleming att hon var "för bra för att vara sann". Wrights egenskaper återfinns i flera av de kvinnoporträtt som Fleming sedan skulle skriva:
| ”                          | [...] medgörlig och anspråkslös, vacker men oskuldsfull, en utomhusmänniska, fysiskt stark, underförstått sårbar utan att klaga, och sedan tragiskt död, före eller strax efter bröllopet. | „ |
| – Ben Macintyre, The Times | |   |

#### Flemings böcker
Ett annat av de främsta kännetecken för de kvinnliga huvudpersonerna i James Bond-böckerna är att deras namn ofta innehåller sexuella anspelningar. Mest känd är kanske namnet Pussy Galore (förnamnet syftar på det kvinnliga könsorganet, medan efternamnet betyder 'i mängder') från Goldfinger, men även Honeychile Rider från Döden på Jamaica passar in i det mönstret. Bortsett från de sexuella anspelningar Fleming ibland använde, använde han flera "allusiva namn som antyder flera betydelser, inklusive polysemi, etymologi, eller lexikala eller fonologiska associationer". Ett exempel är Vesper Lynd, den första kvinnliga huvudpersonen i en Bondbok, Casino Royale, vars namn anspelar på 'West Berlin', och förespeglar hennes dubbla lojaliteter. Andra är Tiffany Case och Solitaire. Flera har dock mindre anmärkningsvärda namn, såsom Tatiana Romanova, Mary Ann Russell, Judy Havelock och Viv Michel.
Flera av de kvinnliga huvudpersonerna i James Bond-böckerna har tidigare negativa sexuella erfarenheter, såväl oengagerade älskare som våldtäkter. I mötet med Bond blir de dock "omvända", till och med den lesbiska Pussy Galore som efter att ha fallit i Bonds armar menar att hon inte har träffat en verklig man förut.
Till skillnad från många andra kvinnliga rollfigurer i liknande verk skrivna vid den tiden har de flesta kvinnliga huvudpersonerna i James Bond-böckerna egna yrken, inom polis- eller underrättelseverksamhet, eller som skickliga brottslingar. Till och med de huvudpersoner som har mer glamorösa yrken vill vara självständiga. Flera av dem hjälper dessutom Bond i hans uppdrag: Solitaire i Leva och låta dö, Gala Brand i Attentat, Tatiana Romanova i Kamrat Mördare och Kissy Suzuki i Man lever bara två gånger till fara för eget liv.

#### James Bond på film

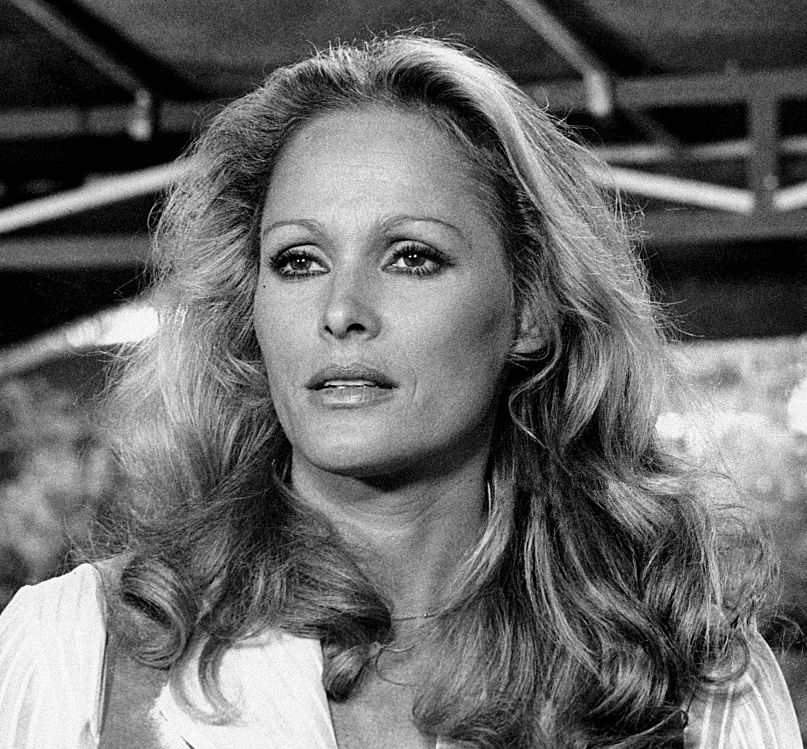
Ursula Andress, som spelade Honey Ryder i den första James Bond-filmen, Agent 007 med rätt att döda (1962). Bild från 1974.

När böckerna filmatiserades med början 1962 var de kvinnliga rollfigurerna en av de stora lockelserna. Scenen i Agent 007 med rätt att döda där Honey Ryder (Ursula Andress) kom upp ur havet iförd vit/beige bikini blev mycket omtalad, och Andress vann en Golden Globe för sin insats, trots att hon dubbades. Till den första filmen skapades också den självständiga Sylvia Trench som inspirerade Bond (Sean Connery) till hans numera berömda introduktionsreplik. Filmerna skapade en bild av de kvinnliga rollfigurerna som framför allt vackra och att det är Bond som tar initiativ till deras sexuella relationer, något som inte har täckning i Flemings verk. Mest omdiskuterad har kanske den scen i Goldfinger (1964) tvingar sig på Galore sexuellt, och att det senare leder till att hon blir hans allierade. I den efterföljande filmen Åskbollen (1965) förekommer en liknande scen när Bond utpressar en sköterska på ett spa till att ha sex. Även i Roger Moores gestalt använder Bond falskspel för att få den synska Solitaire i säng.
Även i de tidiga filmerna förekommer också tillfällen då de kvinnliga rollfigurerna räddar Bond, såsom Domino Derval i Åskbollen.
| ”               | På sätt och vis försöker Bondbrudarna anamma varje periods bild av starka, självständiga kvinnor. [...] Under 1960-talet representerade Bondbruden 60-talets sexuella frigörelse. Under 1970-talet är hon mer en glad figur — om man tänker reklamfilmerna från den tiden som hyllar självständigheten, som Charlie, är de mycket lika Bondbrudarna från den tiden. | „ |
| – Yvonne Tasker | |   |

Under 1970-talet kom en serie kvinnliga rollfigurer vars kompetens ibland ifrågasätts, såsom Tiffany Case (Diamantfeber, 1971), Solitaire (Leva och låta dö, 1973), och Mary Goodnight (Mannen med den gyllene pistolen, 1974). De bleknar särskilt i jämförelse med de rollfigurer som spelats av Pam Grier i en serie blaxploitationfilmer under samma period, Lynda Carter i TV-serien Wonder Woman, och de olika huvudpersonerna i TV-serien Charlies änglar. Även Ellen Ripley i Alien (1979) är en mer uppmärksammad rollfigur än Dr Holly Goodhead från Moonraker från samma år.
Mönstret där Bond lyckas förföra en inledningsvis negativt inställd kvinna i ett led att få henne att överge sina tidigare lojaliteter förekommer även under 1980-talet. Den hämndlystna Melina Havelock (Ur dödlig synvinkel, 1981), Stacy Sutton och skurkens hantlangare May Day (båda Levande måltavla, 1985), samt den mystiska Kara Milovy (Iskallt uppdrag, 1987) blir alla övertygade av Bonds romantiska förmågor. 1997 kom nästa stora vändpunkt i samband med att filmen Terminator 2 gjorde att kvinnor också kunde ha muskler, och flera kvinnliga huvudpersoner har sedan tagit aktiv del i actionberättelserna: Wai Lin (Tomorrow Never Dies, 1997) som det kanske starkaste exemplet.
En av de mest kända kvinnliga rollfigurerna i Bondfilmerna, och den enda som medverkat i fler än två filmer, är Miss Moneypenny (vanligen spelad av Lois Maxwell), vars roll oftast sträcker sig till att flörta med Bond. När Bondfilmerna fick en reboot i och med Casino Royale (2006), infördes en mer aktiv Moneypenny.

### Film och TV

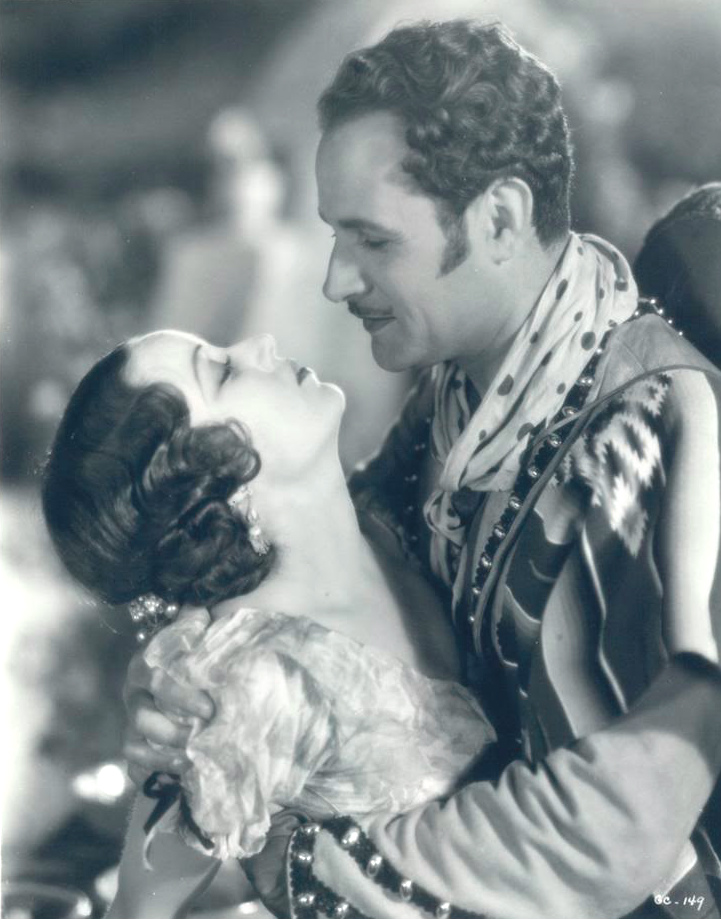
Fay Wray, som Captain Thunders (Victor Varconi) stora kärlek.

Under 1960-talet ökade populariteten för TV-serier, som gjorde att allmänhetens konsumtion av underhållning ökade (jämfört med radio och film nådde TV allt fler). Flera faktorer gjorde att det traditionellt amerikanska TV-landskapet förändrades vad gäller synen på kvinnan. Även om det fanns många undantag under westerneran (på framför allt 1950-talet) skildrades kvinnor på TV gång på gång som hemmafruar. I och med 1960-talet övergick intresset till mer storstadsbaserade TV-serier, där kvinnor hade många olika yrken, och till och med var självständiga och levde som singlar. Klasskillnader, rasfrågan och kvinnors underordning diskuterades mycket i samhället, men fick bara långsamt inträde i TV-rutan. Den sexuella frigörelsen som fick sitt uppsving vid samma tidpunkt, fick dock resultatet att användningen av tropen hjältens kärleksintresse fick mer spridning. 

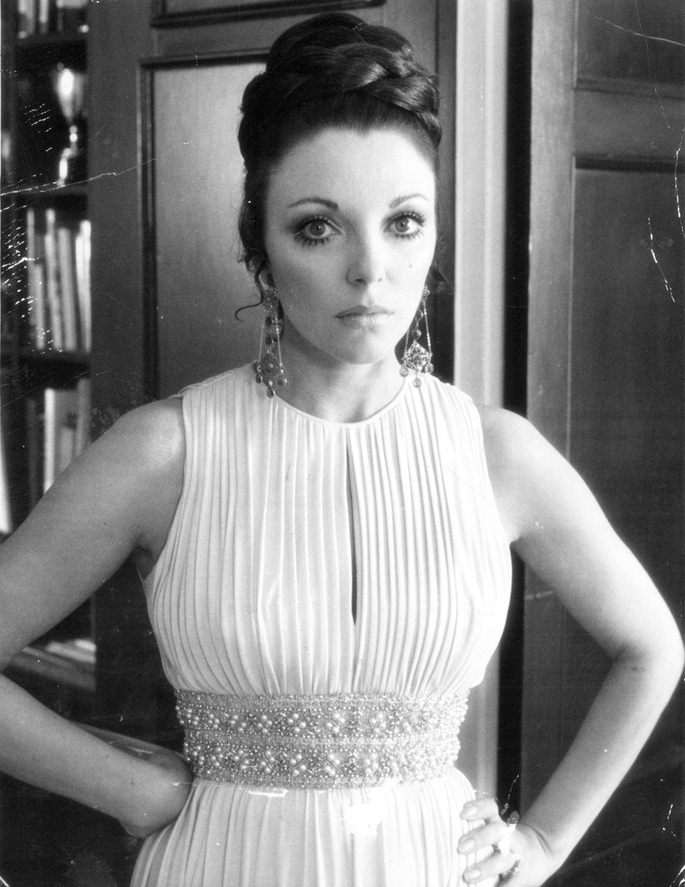
Joan Collins, fotograferad 1973, som porträtterade Edith Keeler i det mest berömda Star Trek-avsnittet.

Under 1960-talet förekom gott om tillfälliga kvinnliga bifigurer, vars stora syfte var att ge de manliga huvudpersonerna romantiska sidor, i TV-serier som den inflytelserika spionpastischen Mannen från U.N.C.L.E. (1964–1968) och den första framgångsrika amerikanska science fiction-TV-serien Star Trek (1966–1969). Ett av de avsnitten av Star Trek som bedöms som de bästa, "The City on the Edge of Forever", handlar om just en sådan tillfällig kärleksberättelse, där kaptenen James T. Kirk (spelad av William Shatner) blir kär i volontärarbetaren Edith Keeler (Joan Collins), men tvingas att låta henne dö eftersom hon är en historisk person som påverkar utgången av andra världskriget. Kapten Kirk är för övrigt delvis känd just för sina tillfälliga romantiska förhållanden, porträtterade av skådespelerskor såsom Barbara Luna, Yvonne Craig och France Nuyen. 
Under 1970-talets blaxploitation-trend bröt de svarta männen ny mark, och i mindre mån även svarta kvinnor (till exempel Pam Grier), men generellt sett betraktades kvinnor i dessa filmer ofta som förbrukningsvaror. I den tidiga blaxploitationfilmen Mitt namn är Shaft (1971) har Shaft flera sexuella relationer med såväl svarta som vita kvinnor. Den här kontrasten mellan de progressiva manliga skildringarna och de regressiva kvinnliga skildringarna fick dock mycket kritik.
Även i Storbritannien förekommer de tillfälliga kärleksintressena, som i den våldsamma TV-serien The Sweeney (1975–1978), där John Thaws rollfigur Jack Regan och hans kollega George Carter (Dennis Waterman) är singelmän med stor aptit på kvinnligt sällskap: "Regan och Carter är konstant chevalereska mot kvinnor men ofta sexistiska: idén om jämlikhet mellan könen har ännu inte nått så långt upp i Scotland Yard." Samma sexism har sedan fortsatt i brittisk TV, exempelvis i Life on Mars (2006–2007).
Andra TV-serier där liknande tillfälliga kärleksaffärer avverkas med stor regelbundenhet är CHiPs (1977–1983) där motorcykelpolisen Frank ”Ponch” Poncherello spelad av Erik Estrada blev berömd som en Casanova, Magnum P.I. (1980–1988), privatdetektiven utreder brott som ofta kretsar kring vackra kvinnor,, The A-Team (1983–1987), där det militära teamets bedragare, spelad av Dirk Benedict, ofta förför kvinnor, Hercules: The Legendary Journeys (1995–1999), där framför allt hjältens kompanjon Iolaus förför kvinnor i rask takt och Mighty Morphin' Power Rangers (1993–1995), där Billy attraherar många unga kvinnor. 
Men även på film finns samma förhållande: i de tre filmerna om The Karate Kid: (1984, 1986, 1989), har Daniel ett nytt kärleksintresse i varje film, i de tre Crocodile Dundee-filmerna (1986, 1988, 2001) finns samma kvinnliga rollfigur med som framför allt kärleksintresse, och i Batman-filmerna från 1990-talet har huvudpersonen ett nytt stort kärleksintresse för varje film: Vicki Vale (Kim Basinger), Catwoman (Michelle Pfeiffer) och Chase Meridian (Nicole Kidman). Undantaget är Batman & Robin (1997), där Batman enbart blir kär i Poison Ivy (Uma Thurman) på grund av en kärleksdryck som hon tillverkat.

## Källförteckning
1. ↑  ”squeetus: Male character function: be a character; Girl character function: love interest”. oinks.squeetus.com. Arkiverad från originalet den 5 mars 2016. https://web.archive.org/web/20160305212546/http://oinks.squeetus.com/2013/03/male-character-function-be-a-character-girl-character-function-love-interest.html#. Läst 28 februari 2017.
2. ↑  Love Interests, TV Tropes, läst 10 januari 2017
3. ↑  Types of Love interests, Love interest wiki, läst 10 januari 2017
4. 1 2 3  ”Major Character Types – The Love Interest” (på amerikansk engelska). Script Magazine. 9 april 2015. http://www.scriptmag.com/features/script-notes-major-character-types-love-interest. Läst 28 februari 2017.
5. ↑  Rhiannon (15 maj 2015). ”Beyond Love Interests”. Feminist Fiction. Arkiverad från originalet den 16 mars 2017. https://web.archive.org/web/20170316231344/http://feministfiction.com/2015/05/15/beyond-love-interests/#. Läst 28 februari 2017.
6. ↑  J.S. Morin (14 januari 2014). ”7 Female Love Interests -”. https://www.jsmorin.com/2014/01/7-female-love-interests/. Läst 4 april 2017.
7. ↑  Theseus, Mytologi.nu, läst 10 januari 2017
8. ↑  Ariadne, Greekmythology.com, läst 10 januari 2017
9. ↑  Fashioning the Feminine in the Greek Novel, Katharine Haynes, Routledge, 2003, läst 10 januari 2017
10. ↑  ”What country is Aladdin from?”. Reference. https://www.reference.com/art-literature/country-aladdin-df1ff74446e3b9c3. Läst 17 januari 2017.
11. 1 2  ”Surprising Facts about Aladdin and the Arabian Nights”. Interesting Literature. 30 januari 2013. https://interestingliterature.com/2013/01/30/surprising-facts-about-aladdin/. Läst 17 januari 2017.
12. ↑  ”C. S. LEWIS: THE ALLEGORY OF LOVE (1936), A detailed summary by Arend Smilde”. http://lewisiana.nl/allegsum/. Läst 17 januari 2017.
13. ↑  ”ROBIN HOOD - Online Information article about ROBIN HOOD”. encyclopedia.jrank.org. Arkiverad från originalet den 21 augusti 2016. https://web.archive.org/web/20160821110053/http://encyclopedia.jrank.org/RHY_RON/ROBIN_HOOD.html. Läst 17 januari 2017.
14. ↑  Wright, Allen W.. ”The Merry Men -- A Beginner's Guide to Robin Hood”. www.boldoutlaw.com. http://www.boldoutlaw.com/robbeg/robbeg2.html#mm. Läst 17 januari 2017.
15. ↑  ”Äventyrsklassiker utan början eller slut”. SvD.se. http://www.svd.se/aventyrsklassiker-utan-borjan-eller-slut. Läst 31 januari 2017.
16. 1 2  ”2016 | 500th anniversary of one of world’s most influential poems, Orlando Furioso | University of St Andrews” (på engelska). www.st-andrews.ac.uk. Arkiverad från originalet den 28 juni 2016. https://web.archive.org/web/20160628161533/https://www.st-andrews.ac.uk/news/archive/2016/title,382852,en.php#. Läst 14 februari 2017.
17. ↑  ”Orlando What’s Up With the Title?” (på engelska). www.shmoop.com. Arkiverad från originalet den 10 februari 2017. https://web.archive.org/web/20170210113134/http://www.shmoop.com/orlando-woolf/title.html. Läst 14 februari 2017.
18. ↑  Media, Melkerson. ”Den ryktbare junkern Don Quijote av La Mancha”. www.svenskamagasinet.nu. Arkiverad från originalet den 5 juli 2016. https://web.archive.org/web/20160705143308/http://svenskamagasinet.nu/article.517.html. Läst 14 februari 2017.
19. 1 2  Pérez, Janet (2002-01-01) (på engelska). The Feminist Encyclopedia of Spanish Literature: A-M. Greenwood Publishing Group. ISBN 9780313324444. https://books.google.se/books?id=thba9JxuDXAC&pg=PA200&lpg=PA200&dq=don+quijote+dulcinea&source=bl&ots=KFgnlQEyxK&sig=qug4B6RMcteQRCs2mjjY0Nay4Go&hl=sv&sa=X&ved=0ahUKEwiZ1sLK-I_SAhXEVSwKHdSEAU04ChDoAQgZMAA#v=onepage&q=don%20quijote%20dulcinea&f=false. Läst 28 februari 2017
20. ↑  ”Dulcinea and Her Critics, by Javier S. Herrero”. www.h-net.org. https://www.h-net.org/~cervantes/csa/artics82/herrero.htm. Läst 14 februari 2017.
21. ↑  McCrum, Robert (21 oktober 2013). ”The 100 best novels: No 5 – Tom Jones by Henry Fielding (1749)” (på engelska). the Guardian. http://www.theguardian.com/books/2013/oct/21/100-best-novels-tom-jones. Läst 22 maj 2018.
22. ↑  ”Tom Jones Summary” (på engelska). www.shmoop.com. Arkiverad från originalet den 4 september 2018. https://web.archive.org/web/20180904192009/https://www.shmoop.com/tom-jones-book/summary.html. Läst 22 maj 2018.
23. ↑  ”SparkNotes: Tom Jones: Plot Overview” (på engelska). www.sparknotes.com. http://www.sparknotes.com/lit/tomjones/summary/. Läst 22 maj 2018.
24. ↑  ”Henry Fielding, Tom Jones”. www.bl.uk. Arkiverad från originalet den 7 maj 2018. https://web.archive.org/web/20180507203440/http://www.bl.uk/learning/timeline/item126702.html. Läst 22 maj 2018.
25. ↑  "The proper heroine of Scott is a blonde. Her role corresponds to that of the passive hero - whom, indeed, she marries at the end. She is eminently beautiful, and eminently prudent. Like the passive hero, she suffers in the thick of events but seldom moves them. The several dark heroines, no less beautiful, are less restrained from the pressure of their own feelings...They allow their feelings to dictate to their reason, and seem to symbolize passion itself.", Welsh, A. 1993. The Hero of the Waverley Novels. Princeton: Princeton University Press
26. ↑  ”SparkNotes: Hunchback of Notre Dame: Summary” (på engelska). www.sparknotes.com. http://www.sparknotes.com/lit/hunchback/summary.html. Läst 25 april 2017.
27. ↑  ”The Hunchback of Notre Dame (Literature) - TV Tropes”. tvtropes.org. http://tvtropes.org/pmwiki/pmwiki.php/Literature/TheHunchbackOfNotreDame. Läst 25 april 2017.
28. ↑  ”LE MONDE DE D ARTAGNAN”. www.lemondededartagnan.fr. Arkiverad från originalet den 5 maj 2016. https://web.archive.org/web/20160505001223/http://www.lemondededartagnan.fr/SITE/ENG/cape_roman.htm. Läst 29 maj 2018.
29. ↑  Burwick (2012-01-30) (på engelska). The Encyclopedia of Romantic Literature, 3 Volume Set. John Wiley & Sons. ISBN 9781405188104. https://books.google.se/books?id=CDuCchT6PE0C&pg=PA1364&lpg=PA1364&dq=swashbuckler+theatre+plays&source=bl&ots=1GLpGtBvHF&sig=Kni-TGlH6arMXp1fQgZhtlbJCLo&hl=sv&sa=X&ved=0ahUKEwjBnYD_wrzbAhWE3iwKHaa8DG4Q6AEIXDAE#v=onepage&q=swashbuckler%20theatre%20plays&f=false. Läst 5 juni 2018
30. ↑  ”Rocambole”. www.coolfrenchcomics.com. http://www.coolfrenchcomics.com/rocambole.htm. Läst 5 juni 2018.
31. ↑  ”Chapters 60-63” (på engelska). www.cliffsnotes.com. https://www.cliffsnotes.com/literature/t/the-three-musketeers/summary-and-analysis/part-5-chapters-6063. Läst 19 juni 2018.
32. ↑  GradeSaver. ”The Three Musketeers Characters” (på engelska). www.gradesaver.com. https://www.gradesaver.com/the-three-musketeers/study-guide/character-list. Läst 19 juni 2018.
33. ↑  ”Prisoner of Zenda, The (unabridged)” (på brittisk engelska). Naxos AudioBooks. 27 januari 2016. https://www.naxosaudiobooks.com/prisoner-of-zenda-the-unabridged/. Läst 11 april 2017.
34. ↑  ”The Prisoner of Zenda (Literature) - TV Tropes”. tvtropes.org. http://tvtropes.org/pmwiki/pmwiki.php/Literature/ThePrisonerOfZenda. Läst 11 april 2017.
35. ↑  ”The Prisoner of Zenda Characters - eNotes.com”. eNotes. https://www.enotes.com/topics/prisoner-zenda/characters. Läst 11 april 2017.
36. ↑  ”Weena in The Time Machine” (på engelska). www.shmoop.com. Arkiverad från originalet den 19 juli 2017. https://web.archive.org/web/20170719071229/http://www.shmoop.com/time-machine-hg-wells/weena.html. Läst 4 juli 2017.
37. ↑  ”Weena (Character)”. IMDb. Arkiverad från originalet den 18 januari 2017. https://web.archive.org/web/20170118092127/http://www.imdb.com/character/ch0010306/. Läst 4 juli 2017.
38. ↑  ”The character of Weena in The Time Machine from LitCharts | The creators of SparkNotes” (på engelska). LitCharts. http://www.litcharts.com/lit/the-time-machine/characters/weena. Läst 4 juli 2017.
39. ↑  ”SparkNotes: The Great Gatsby: Plot Overview” (på engelska). www.sparknotes.com. http://www.sparknotes.com/lit/gatsby/summary.html. Läst 23 maj 2017.
40. ↑  ”Great Wodehouse Romances « Plumtopia” (på engelska). honoriaplum.wordpress.com. Arkiverad från originalet den 21 november 2016. https://web.archive.org/web/20161121102713/https://honoriaplum.wordpress.com/category/world-of-wodehouse/great-wodehouse-romances/. Läst 12 september 2017.
41. ↑  ”A Brief History of the Patriarchy in One Short Story - Meet Jeeves and Wooster”. msanthropeonline.blogspot.se. https://msanthropeonline.blogspot.se/2017/01/a-brief-history-of-patriarchy-in-one.html. Läst 12 september 2017.
42. ↑  ”Wodehouse on Women: the case for the defence” (på amerikansk engelska). Plumtopia. 23 juni 2013. https://honoriaplum.wordpress.com/2013/06/23/wodehouse-feminist-defence/. Läst 12 september 2017.
43. ↑  Leithauser, Brad (26 mars 2014). ”Plenty of Room for Stupidity: On P. G. Wodehouse”. The New Yorker. ISSN 0028-792X. https://www.newyorker.com/books/page-turner/plenty-of-room-for-stupidity-on-p-g-wodehouse. Läst 12 september 2017.
44. ↑  ”In Defence of P. G. Wodehouse” (på brittisk engelska). The Orwell Prize. 1 september 2011. https://www.orwellfoundation.com/the-orwell-prize/orwell/essays-and-other-works/in-defence-of-p-g-wodehouse/. Läst 12 september 2017.
45. ↑  ”The genius of Wodehouse” (på engelska). https://www.newcriterion.com/issues/2000/10/the-genius-of-wodehouse. Läst 12 september 2017.
46. ↑  ”What Is Pulp Fiction? And we don't mean the movie!” (på engelska). www.vintagelibrary.com. Arkiverad från originalet den 27 augusti 2017. https://web.archive.org/web/20170827184310/http://www.vintagelibrary.com/pulpfiction/introduction/What-Is-Pulp-Fiction.php. Läst 12 september 2017.
47. ↑  ”SOU 1972:80 En bok om böcker”. http://weburn.kb.se/metadata/037/SOU_621037.htm. Läst 19 mars 2016.
48. ↑  ”Fantomas”. www.coolfrenchcomics.com. http://www.coolfrenchcomics.com/fantomas.htm. Läst 5 juni 2018.
49. ↑  Charteris, Leslie (2013-04-25) (på engelska). The Saint Meets His Match. Hodder & Stoughton. ISBN 9781444762693. https://books.google.se/books?id=BXnKyEbJVGsC&pg=PT6&lpg=PT6&dq=patricia+holm+templar&source=bl&ots=YtpsBiZ-zU&sig=c497-8_fLvfYQIsQdxLngmBGuec&hl=sv&sa=X&ved=0ahUKEwiOsLWoq87bAhXDDpoKHbrWAZM4ChDoAQgsMAE#v=onepage&q=patricia%20holm%20templar&f=false. Läst 12 juni 2018
50. ↑  ”The Saint and Leslie Charteris FAQ - Frequently Asked Questions”. www.saint.org. http://www.saint.org/faq.htm#q21. Läst 12 juni 2018.
51. ↑  Barer, Burl (2003-01-01) (på engelska). The Saint: A Complete History in Print, Radio, Film and Television of Leslie Charteris' Robin Hood of Modern Crime, Simon Templar, 1928-1992. McFarland. ISBN 9780786416806. https://books.google.se/books?id=ZMIJ3G_E55oC&pg=PA12&lpg=PA12&dq=patricia+holm+templar&source=bl&ots=XNZdr5F5n-&sig=bmQ8dp_85x5yrQN_rAYPOZDiQ34&hl=sv&sa=X&ved=0ahUKEwj3rM2Hq87bAhXjKJoKHXHxC1MQ6AEIgQEwDw#v=onepage&q=patricia%20holm%20templar&f=false. Läst 12 juni 2018
52. ↑  The Saint, Mystery.net, läst 12 juni 2018
53. ↑  Allan, Janice M. (2017-09-22) (på engelska). Clues: A Journal of Detection, Vol. 35, No. 2 (Fall 2017). McFarland. ISBN 9781476630212. https://books.google.se/books?id=FuU2DwAAQBAJ&pg=PT115&dq=patricia+holm+post-war&hl=sv&sa=X&ved=0ahUKEwi-wZfCrM7bAhXEyaYKHUqdAeoQ6AEIKDAA#v=onepage&q=patricia%20holm%20post-war&f=false. Läst 12 juni 2018
54. ↑  ”The Saint - MysteryNet.com” (på amerikansk engelska). MysteryNet.com. http://www.mysterynet.com/saint/. Läst 12 juni 2018.
55. ↑  ”The Definitive The Saint Radio Log with Edgar Barrier, Brian Aherne and Vincent Price”. www.digitaldeliftp.com. Arkiverad från originalet den 14 juli 2014. https://web.archive.org/web/20140714183001/http://www.digitaldeliftp.com/DigitalDeliToo/dd2jb-The-Saint.html. Läst 12 juni 2018.
56. ↑  ”Top Five: Maureen O'Hara”. www.oldhollywoodfilms.com. http://www.oldhollywoodfilms.com/2015/10/top-five-maureen-ohara.html. Läst 19 juni 2018.
57. ↑  Mackelden, Amy. ”Revisit Maureen O'Hara's Most Iconic Roles” (på engelska). Bustle. https://www.bustle.com/articles/119211-maureen-oharas-most-iconic-roles-prove-that-the-late-actress-was-a-hollywood-legend. Läst 19 juni 2018.
58. ↑  ”Brenda Marshall; Starred in '40s Swashbucklers” (på amerikansk engelska). Los Angeles Times. 14 augusti 1992. ISSN 0458-3035. http://articles.latimes.com/1992-08-14/news/mn-5174_1_brenda-marshall. Läst 19 juni 2018.
59. ↑  Montague, Charlotte (2017-02-08) (på engelska). Pirates and Privateers: A Swashbuckling Compendium of Seafaring Scoundrels. Book Sales. ISBN 9780785835028. https://books.google.se/books?id=lr1GDwAAQBAJ&pg=PA185&lpg=PA185&dq=brenda+marshall+swashbuckler&source=bl&ots=6-0nwlQtdr&sig=JMyqdYR11_8kGfT6f3cG5ZBOjy8&hl=sv&sa=X&ved=0ahUKEwin9dCV-d_bAhVkQpoKHU07CwE4ChDoAQhDMAU#v=onepage&q=brenda%20marshall%20swashbuckler&f=false. Läst 19 juni 2018
60. ↑  ”The 10 greatest swashbuckling movies of all time” (på brittisk engelska). The Independent. https://www.independent.co.uk/arts-entertainment/adventures-robin-hood-best-swashbuckling-movies-swordfight-errol-flynn-blood-zenda-a8365126.html. Läst 19 juni 2018.
61. ↑  ”Errol Flynn: Darker in real life than he was in his swashbuckling films” (på amerikansk engelska). The Vintage News. 3 mars 2017. https://www.thevintagenews.com/2017/03/03/errol-flynn-darker-in-real-life-than-he-was-in-his-swashbuckling-films/. Läst 19 juni 2018.
62. ↑  Kapsis, Robert E. (1992) (på engelska). Hitchcock: The Making of a Reputation. University of Chicago Press. ISBN 9780226424897. https://books.google.se/books?id=mfx4PaeL1nUC&pg=PA2&lpg=PA2&dq=hitchcock+thriller&source=bl&ots=hOpgp51mA8&sig=zp--GxkrP6hSwshr4xqsMBCyPBw&hl=sv&sa=X&ved=0ahUKEwjzn5D5-4fbAhUEiKYKHXq-DfQ4ChDoAQg8MAQ#v=onepage&q=hitchcock%20thriller&f=false. Läst 15 maj 2018
63. ↑  ”The Sixties, the Thriller and the Judge • Senses of Cinema” (på amerikansk engelska). sensesofcinema.com. http://sensesofcinema.com/2007/alfred-hitchcock-revisited/hitchcock-thriller-no-bail-judge/. Läst 15 maj 2018.
64. ↑  ”I sista minuten: James Bond utan Bond”. https://www.moviezine.se/movies/i-sista-minuten. Läst 15 maj 2018.
65. 1 2  ”'North by Northwest': THR's 1959 Review” (på engelska). The Hollywood Reporter. https://www.hollywoodreporter.com/review/north-by-northwest-review-1959-movie-1021675. Läst 15 maj 2018.
66. ↑  ”Eve Kendall (Eva Marie Saint) in North by Northwest” (på engelska). www.shmoop.com. Arkiverad från originalet den 4 september 2018. https://web.archive.org/web/20180904154132/https://www.shmoop.com/north-by-northwest/eva-marie-saint.html. Läst 15 maj 2018.
67. ↑  ”10 great horror films of the 1930s” (på engelska). British Film Institute. https://www.bfi.org.uk/news-opinion/news-bfi/lists/10-great-horror-films-1930s. Läst 4 september 2018.
68. ↑  Wilson, Karina. ”Horror Film History — Horror Films in the 1930s”. www.horrorfilmhistory.com. http://www.horrorfilmhistory.com/index.php?pageID=1930s. Läst 4 september 2018.
69. ↑  ”The Bride of Frankenstein” (på engelska). https://www.rottentomatoes.com/m/bride_of_frankenstein/. Läst 4 september 2018.
70. ↑  Ebert, Roger. ”Bride of Frankenstein Movie Review (1935) | Roger Ebert” (på engelska). www.rogerebert.com. https://www.rogerebert.com/reviews/great-movie-bride-of-frankenstein. Läst 4 september 2018.
71. ↑  ”14 Reanimated Facts About The Bride Of Frankenstein” (på engelska). 9 september 2016. http://mentalfloss.com/article/85685/14-reanimated-facts-about-bride-frankenstein. Läst 4 september 2018.
72. ↑  O'Neill, Phelim (22 oktober 2010). ”Bride of Frankenstein : No 18 best horror film of all time” (på engelska). the Guardian. http://www.theguardian.com/film/2010/oct/22/bride-frankenstein. Läst 4 september 2018.
73. ↑  ”Bride of Frankenstein | film by Whale [1935”] (på engelska). Encyclopedia Britannica. https://www.britannica.com/topic/Bride-of-Frankenstein. Läst 4 september 2018.
74. ↑  ”The 36th Academy Awards | 1964” (på engelska). Oscars.org | Academy of Motion Picture Arts and Sciences. https://www.oscars.org/oscars/ceremonies/1964. Läst 22 maj 2018.
75. ↑  ”The Complete History of Bond Girls” (på engelska). Complex. http://www.complex.com/pop-culture/2012/10/the-complete-history-of-bond-girls/. Läst 11 juli 2017.
76. ↑  "pliant and undemanding, beautiful but innocent, outdoorsy, physically tough, implicitly vulnerable and uncomplaining, and then tragically dead, before or soon after marriage." Was Ian Fleming the real 007?, The Times, läst 11 juli 2017
77. 1 2  On the use of women’s names in Ian Fleming’s James Bond novels Arkiverad 6 januari 2018 hämtat från the Wayback Machine., Per Vikstrand, läst 18 juli 2017.
78. ↑  DeMichael, Tom (2012-12-01) (på engelska). James Bond FAQ: All That's Left to Know About Everyone's Favorite Superspy. Hal Leonard Corporation. ISBN 9781480337855. https://books.google.se/books?id=zcQIAgAAQBAJ&pg=PT197&lpg=PT197&dq=vesper+lynd+west+berlin&source=bl&ots=xVZuPzvQHZ&sig=DhckYz5HcKphkXbt85DhILjOSZI&hl=sv&sa=X&ved=0ahUKEwi117uxnJPVAhXla5oKHUk1AZ4Q6AEIdjAP#v=onepage&q=vesper%20lynd%20west%20berlin&f=false. Läst 18 juli 2017
79. ↑  ”Vesper: Baby Name of the Day - Appellation Mountain” (på amerikansk engelska). Appellation Mountain. 17 augusti 2015. https://appellationmountain.net/name-of-the-day-vesper/. Läst 18 juli 2017.
80. ↑  Fleming, Ian, Goldfinger (Glidrose, 1959), kap. 23.
81. ↑  ”Bond Girls and Feminism in James Bond” (på amerikansk engelska). HuntingBond. 8 mars 2017. http://huntingbond.com/bond-girls-feminism-james-bond/. Läst 25 juli 2017.
82. 1 2  ”Was James Bond a Feminist? 007 admired ‘modern women’ with a 21st century attitude towards sex” (på engelska). www.exeter.ac.uk. University of Exeter. Arkiverad från originalet den 4 september 2018. https://web.archive.org/web/20180904154048/http://www.exeter.ac.uk/news/featurednews/title_561566_en.html. Läst 25 juli 2017.
83. ↑  Ostdick, Nick. ”The Bond Dossier: Live and Let Die” (på engelska). https://blog.bookstellyouwhy.com/the-bond-dossier-live-and-let-die. Läst 10 oktober 2017.
84. ↑  ”Moonraker's Galatea 'Gala' Brand” (på engelska). CommanderBond.net. Arkiverad från originalet den 4 september 2018. https://web.archive.org/web/20180904154019/http://commanderbond.net/2436/moonrakers-galatea-gala-brand.html. Läst 10 oktober 2017.
85. ↑  ”Review: Moonraker by Ian Fleming”. booktalkandmore.blogspot.se. http://booktalkandmore.blogspot.se/2012/12/review-moonraker-by-ian-fleming.html. Läst 10 oktober 2017.
86. ↑  ”The Beautiful Lure - Ian Fleming's From Russia With Love”. http://www.alternative007.co.uk/138.htm. Läst 10 oktober 2017.
87. ↑  ”You Only Live Twice - Ian Fleming” (på brittisk engelska). Ian Fleming. http://www.ianfleming.com/products/you-only-live-twice/profile/. Läst 10 oktober 2017.
88. ↑  Bond girls are forever - Maryam d'Abo, läst 10 maj 2016
89. ↑  James Bond Girls - Graham Rye, läst 10 maj 2016
90. ↑  ”The Complete History of Bond GirlsHoney Ryder” (på engelska). Complex. http://www.complex.com/pop-culture/2012/10/the-complete-history-of-bond-girls/honey-ryder. Läst 18 juli 2017.
91. ↑  ”List of All James Bond Girls”. www.007james.com. http://www.007james.com/articles/list_of_james_bond_girls.php. Läst 18 juli 2017.
92. ↑  ”Ursula Andress” (på engelska). www.goldenglobes.com. http://www.goldenglobes.com/person/ursula-andress. Läst 18 juli 2017.
93. ↑  ”Dr. No and Adaptation: How a Giant Squid Defined James Bond - #Bond_age_” (på amerikansk engelska). #Bond_age_. 8 april 2016. http://thejamesbondsocialmediaproject.com/dr-no-and-adaptation/. Läst 25 juli 2017.
94. ↑  ”Read the script pages for James Bond’s first ever scene” (på engelska). British Film Institute. http://www.bfi.org.uk/news/happy-50th-anniversary-mr-bond. Läst 25 juli 2017.
95. ↑  ”Bond Girl: Re-Watching and Re-Evaluating Goldfinger” (på engelska). www.themarysue.com. https://www.themarysue.com/bond-girl-goldfinger/. Läst 25 juli 2017.
96. ↑  Goldfinger: Subtext and the Rape of Pussy Galore, Bond Age, The James Bond Social Media Project, läst 25 juli 2017
97. ↑  Debruge, Peter (21 april 2016). ”Remembering 007 Director Guy Hamilton by Revisiting ‘Goldfinger’” (på amerikansk engelska). Variety. http://variety.com/2016/film/columns/goldfinger-director-guy-hamilton-dies-james-bond-007-1201758203/. Läst 25 juli 2017.
98. ↑  ”10 Most Awkward Scenes In James Bond Films” (på engelska). WhatCulture.com. 21 oktober 2013. http://whatculture.com/film/10-awkward-scenes-james-bond-films?page=3. Läst 25 juli 2017.
99. ↑  ”Bond Girl: Re-Watching and Re-Evaluating Thunderball” (på engelska). www.themarysue.com. https://www.themarysue.com/bond-girl-thunderball/. Läst 22 maj 2018.
100. ↑  ”Bond Girls Are Now Women, and 007 a Real Man” (på engelska). The Cut. https://www.thecut.com/2012/11/bond-girls-are-now-women-and-007-became-a-girl.html. Läst 25 juli 2017.
101. ↑  Originalcitat: "There’s a sense in which the Bond Girl tries to pick up on popular images of strong, independent women from the period,” says Yvonne Tasker, author of Spectacular Bodies: Gender, Crime and the Action Cinema. “In the ’60s, the Bond woman represents a ’60s ideal of sexual independence. In the ’70s, she’s more a figure of fun—if you think of the ads at the time that celebrate that independence, like Charlie, they’re very similar to the way the Bond Girl appears in those films.", Fighting, Flirting, Feminism: The Bond Girl Evolution, Time Magazine, läst 25 juli 2017
102. 1 2 3  ”A Brief History of Bond Girls Through the Ages” (på amerikansk engelska). Consequence of Sound. 3 november 2015. https://consequenceofsound.net/2015/11/bond-girls-through-the-ages/. Läst 25 juli 2017.
103. ↑  ”Melina Havelock (Carole Bouquet) | James Bond Girls” (på engelska). www.jamesbondmm.co.uk. Arkiverad från originalet den 14 mars 2017. https://web.archive.org/web/20170314223241/http://www.jamesbondmm.co.uk/bond-girls/carole-bouquet. Läst 1 augusti 2017.
104. 1 2  Rothman, Lily. ”Fighting, Flirting, Feminism: The Bond Girl Evolution” (på amerikansk engelska). Time. ISSN 0040-781X. http://entertainment.time.com/2012/11/09/fighting-flirting-feminism-the-bond-girl-evolution/. Läst 25 juli 2017.
105. ↑  ”Bond Girls Retrospective”. www.vogue.co.uk. http://www.vogue.co.uk/gallery/bond-girls-retrospective. Läst 25 juli 2017.
106. ↑  ”1960-talet inom film” (på svenska). www.filmhistoria.se. http://www.filmhistoria.se/1960-talet.html. Läst 29 maj 2018.
107. ↑  ”Television in the 1960's” (på engelska). Sutori. https://www.sutori.com/story/television-in-the-1960-s-22b16c44-97fd-4f7a-a030-b25159b56015. Läst 29 maj 2018.
108. ↑  History of Television, Grolier Encyclopedia, Mitchell Stephens, läst 29 maj 2018
109. ↑  Lusted, David (2003) (på engelska). The Western. Pearson/Longman. ISBN 9780582437364. https://books.google.se/books?id=yF7vHCI3G-QC&pg=PA149&lpg=PA149&dq=1960s+television+hero's+love+interest&source=bl&ots=JFd_09qIoF&sig=taNYScAfloK0mxgeO0C-3O_knHw&hl=sv&sa=X&ved=0ahUKEwiUrYffz5TcAhXmC5oKHd36A0g4ChDoAQgsMAE#v=onepage&q=1960s%20television%20hero's%20love%20interest&f=false. Läst 10 juli 2018
110. 1 2  Donnelly, Ashley M. (2014-04-18) (på engelska). Renegade Hero or Faux Rogue: The Secret Traditionalism of Television Bad Boys. McFarland. ISBN 9780786471447. https://books.google.se/books?id=8K5iAwAAQBAJ&pg=PA14&lpg=PA14&dq=1960s+television+hero's+love+interest&source=bl&ots=F3P3LzLUZU&sig=bviooqRMiu4exTMSUyUwfgBGaXI&hl=sv&sa=X&ved=0ahUKEwiUrYffz5TcAhXmC5oKHd36A0g4ChDoAQgnMAA#v=onepage&q=1960s%20television%20hero's%20love%20interest&f=false. Läst 10 juli 2018
111. ↑  ”The sexual revolution on film - Sexuality - born, director, cinema”. www.filmreference.com. http://www.filmreference.com/encyclopedia/Romantic-Comedy-Yugoslavia/Sexuality-THE-SEXUAL-REVOLUTION-ON-FILM.html. Läst 29 maj 2018.
112. ↑  ”The Sexual Revolution and Its Influence on Film and Literature” (på amerikansk engelska). Arts + Culture. 8 augusti 2017. Arkiverad från originalet den 8 juni 2018. https://web.archive.org/web/20180608125601/http://culture.affinitymagazine.us/the-sexual-revolution-and-its-influence-on-film-and-literature/. Läst 29 maj 2018.
113. ↑  ”40 Years Later Robert Vaughn Revisits The Man from U.N.C.L.E.” (på amerikansk engelska). MovieWeb. 21 maj 2007. https://movieweb.com/40-years-later-robert-vaughn-revisits-the-man-from-uncle/. Läst 10 juli 2018.
114. ↑  ”9 things you need to know about Man from UNCLE” (på engelska). Digital Spy. 11 augusti 2015. http://www.digitalspy.com/tv/ustv/feature/a662343/9-things-you-need-to-know-about-trailblazing-tv-series-the-man-from-uncle/. Läst 10 juli 2018.
115. ↑  ”Star Trek: The Top 25 Episodes - IGN - Page 5” (på engelska). IGN. http://www.ign.com/articles/star-trek-the-top-25-episodes?page=5. Läst 10 juli 2018.
116. ↑  Blauvelt, Christian (18 maj 2013). ”Ranking All 79 'Star Trek: The Original Series' Episodes from Worst to Best” (på amerikansk engelska). Hollywood.com. http://www.hollywood.com/tv/ranking-star-trek-original-series-79-episodes-best-worst-59094091/. Läst 10 juli 2018.
117. ↑  ”The Surprising Problem With Star Trek’s Most Celebrated Episode”. The Establishment. 15 december 2015. Arkiverad från originalet den 4 september 2018. https://web.archive.org/web/20180904192019/https://medium.com/the-establishment/the-surprising-problem-with-star-treks-most-celebrated-episode-28a066bee829. Läst 10 juli 2018.
118. ↑  ”Captain Kirk's 8 Most Impressive Love Conquests | The Robot's Voice” (på amerikansk engelska). The Robot's Voice. 2 mars 2009. Arkiverad från originalet den 4 september 2018. https://web.archive.org/web/20180904153901/https://www.therobotsvoice.com/2009/03/captain_kirks_8_greatest_love_conquests.php#. Läst 10 juli 2018.
119. ↑  ”Every. Space. Babe. Ever: "Ladies of Kirk" Collects All of Captain Kirk's Conquests” (på amerikansk engelska). Heavy Metal. Arkiverad från originalet den 2 augusti 2018. https://web.archive.org/web/20180802185335/http://www.heavymetal.com/news/every-space-babe-ever-ladies-of-kirk-collects-all-of-captain-kirks-conquests/. Läst 10 juli 2018.
120. ↑  ”Separate Cinema: Blaxploitation” (på engelska). www.separatecinema.com. Arkiverad från originalet den 6 maj 2018. https://web.archive.org/web/20180506202623/http://www.separatecinema.com/exhibits_blaxploitation.html. Läst 24 april 2018.
121. ↑  ”Blaxploitation: Honoring Black Women in Action - ComicsVerse” (på amerikansk engelska). ComicsVerse. 18 februari 2018. https://comicsverse.com/blaxploitation-honoring-black-women/. Läst 24 april 2018.
122. ↑  Estes, Leila. ”Review of The World of Shaft” (på engelska). www.english.ufl.edu. http://www.english.ufl.edu/imagetext/archives/v9_1/estes/. Läst 24 april 2018.
123. ↑  ”10 great blaxploitation movies” (på engelska). British Film Institute. http://www.bfi.org.uk/news-opinion/news-bfi/lists/10-great-blaxploitation-movies. Läst 24 april 2018.
124. ↑  ”The Sweeney gave us TV's most arresting coppers” (på brittisk engelska). 17 november 2015. ISSN 0307-1235. https://www.telegraph.co.uk/culture/tvandradio/11998344/The-Sweeney-gave-us-TVs-most-arresting-coppers.html. Läst 8 maj 2018.
125. ↑  ”The Sweeney: Film Review” (på engelska). The Hollywood Reporter. https://www.hollywoodreporter.com/review/the-sweeney-film-review-355972. Läst 8 maj 2018.
126. ↑  ”What ever happened to Erik Estrada?” (på engelska). EW.com. http://ew.com/article/1996/10/04/what-ever-happened-erik-estrada/. Läst 10 juli 2018.
127. ↑  Kim, Michael Hainey,Sebastian (26 september 2014). ”Tom Selleck Belongs in the Man's Man Hall of Fame” (på engelska). GQ. https://www.gq.com/story/tom-selleck. Läst 28 augusti 2018.
128. ↑  ”The illustrious women of Magnum, P.I. | Worldation” (på amerikansk engelska). Worldation. 6 november 2017. http://www.worldation.com/stories/illustrious-women-magnum-p/. Läst 28 augusti 2018.
129. ↑  ateamcanon (31 januari 2009). ”Character Profile - FACE”. A-Team Canon. https://ateamcanon.livejournal.com/2966.html. Läst 10 juli 2018.
130. ↑  ”A-Team At 30: 10 Best Scams By Faceman”. Rediscover the 80s. https://www.rediscoverthe80s.com/2013/10/a-team-at-30-10-best-scams-by-faceman.html. Läst 10 juli 2018.
131. ↑  ”Hercules: The Legendary Journeys” (på amerikansk engelska). https://tvtropes.org/pmwiki/pmwiki.php/Series/HerculesTheLegendaryJourneys. Läst 28 augusti 2018.
132. ↑  ”Billy Cranston” (på engelska). Mighty morphin power rangers the official Wiki. http://mightymorphinpowerrangerstheofficial.wikia.com/wiki/Billy_Cranston. Läst 28 augusti 2018.
133. ↑  ”Girl of the Week - TV Tropes”. tvtropes.org. http://tvtropes.org/pmwiki/pmwiki.php/Main/GirlOfTheWeek. Läst 28 april 2018.